# میرلو، هلند
میرلو (به هلندی: Meerlo) یک منطقهٔ مسکونی در هلند است که در هورست ان‌ده ماس واقع شده‌است. میرلو ۵٫۰۹ کیلومتر مربع مساحت و ۱٬۶۴۰ نفر جمعیت دارد.